# تام کلنسی دیویژن
تام کلنسی د دیویژن (به انگلیسی: Tom Clancy's The Division) عنوان یک بازی ویدئویی آنلاین به سبک تیراندازی سوم شخص جهان باز است که توسط شرکت یوبی‌سافت مسیو، یوبی‌سافت انسی و یوبی‌سافت رفلکشنز برای مایکروسافت ویندوز، ایکس‌باکس وان و پلی‌استیشن ۴ ساخته شده‌است. این بازی برای اولین در کنفرانس مطبوعاتی یوبی‌سافت در نمایشگاه ای۳ سال ۲۰۱۳ رونمایی شد و سپس در تاریخ ۸ مارس ۲۰۱۶، به بازار عرضه شد.

## داستان
داستان بازی از عملیات زمستان سیاه الهام گرفته شده‌است. به عنوان یک راه حل نهایی برای بقای بازماندگان، بازیکن بخشی است از یک واحد سری تاکتیکی متکی- به خود به نام واحد استراتژیکی میهن یا خلاصه شده: د دیویژن.

## توسعه
از مشخصات بازی می‌توان به هوش مصنوعی قوی و جزئیات بسیار زیاد شهرهایی مثل منهتن و چند بازیکنی در شبکه محلی و اینترنت و سه بعدی سازی همه امکانات بازی اشاره کرد که با موتور بازی «اسنودراپ» طراحی شدند. در نمایشگاه رسانه ای۳ ۲۰۱۳ یک دمو با قابلیت بازی با تبلت نمایش داده شد.
شرکت سازنده از بازیکنان درخواست کرد علاقهٔ خود را برای انتشار بازی بر روی مایکروسافت ویندوز با امضای درخواستی نشان دهند. ۲۰ اوت ۲۰۱۳ یوبی‌سافت اعلام کرد به علت درخواست زیاد بازی برای رایانه‌های شخصی نیز عرضه می‌شود. ۵ مه ۲۰۱۴ اعلام شد انتشار بازی تا سال ۲۰۱۶ به تأخیر افتاد.